# USS Experiment (1832)
Pour les autres navires du même nom, voir USS Experiment.
L’USS Experiment est une goélette de l’US Navy lancé en 1832.